# Rana hispanica
Rana hispanica é uma espécie de anfíbio da família Ranidae.
É endémica de Itália.
Os seus habitats naturais são: rios, rios intermitentes, pântanos, lagos de água doce, lagos intermitentes de água doce, marismas de água doce e marismas intermitentes de água doce.
Está ameaçada por perda de habitat.